# Agrion posé
Espèce
Statut de conservation UICN

 LC  : Préoccupation mineure
L’agrion posé (Ischnura posita) est une espèce de petites libellules de la famille des Coenagrionidae de l'est du Canada et des États-Unis.
Elle a une envergure de 21 à 29 mm.